# Lentillac-du-Causse
Lentillac-du-Causse – miejscowość i gmina we Francji, w regionie Oksytania, w departamencie Lot.
Według danych na rok 1990 gminę zamieszkiwały 103 osoby, a gęstość zaludnienia wynosiła 8 osób/km² (wśród 3020 gmin regionu Midi-Pyrénées Lentillac-du-Causse plasuje się na 960. miejscu pod względem liczby ludności, natomiast pod względem powierzchni na miejscu 894.).